# Sichelfuß
Der Sichelfuß (Pes adductus) ist eine häufige meist angeborene, seltener erworbene Fehlstellung des Fußes, bei der der Vorfuß nach innen oder medial abweicht, „adduziert“ ist. Diese Fehlstellung tritt oft beidseitig auf und kann mit anderen Fußfehlstellungen assoziiert sein, so mit einer verstärkten Wölbung des Längsgewölbes, dem Hohlfuß. Der Sichelfuß ist auch ein Bestandteil des Klumpfußes. Ebenfalls können andere Fehlstellungen assoziiert sein, so die Hüftdysplasie.
Als Ursache für diese Fehlstellung vermutet man eine Fixierung der Fußstellung durch die Lage des Fetus in der (engen und runden) Gebärmutter. Die Diagnose wird häufig direkt nach der Geburt oder bei der U3 gestellt.

## Therapie
Neben der Stärke der Fehlstellung ist für die Behandlung entscheidend, ob der Sichelfuß durch leichten Druck (passiv) korrigierbar ist, oder durch die Eigenkraft des Babys (aktiv) korrigiert werden kann, oder „rigide“, also nicht korrigierbar ist.
Eine aktive Korrektur kann zum Beispiel durch Bestreichen des Fußaußenrandes erreicht werden, wobei das Baby dann den Vorfuß abspreizt und korrigiert. Dann genügt eine Reflex- und Dehnungsgymnastik. Dabei wird der Babinski-Reflex ausgenutzt, der beim Entlangstreichen am seitlichen Fußrücken die Zehen spreizt und damit den Fuß durch eigene Muskelkraft in die gerade Fußform dehnt. Bei der Dehnungsmassage wird der Fuß mehrmals täglich vorsichtig in die gerade Form gedehnt.
Kann die Muskelkraft des Kindes über den Reflex die Füße nicht selbst in die gewünschte gerade Form ziehen, wird meist eine Bandage angelegt. Bei den sehr seltenen rigiden Formen wird meist ein korrigierender Gipsverband angelegt, der etwa wöchentlich gewechselt wird und jedes Mal etwas mehr korrigiert, bis nach einigen Wochen eine vollständige Korrektur des rigiden Sichelfußes vorliegt.
Im Anschluss an die Bandagen- oder Gipstherapie werden meist für weitere Monate Sichelfußorthesen eingesetzt. Beginnt das Kind bereits zu laufen, können Antivarus-Schuhe verordnet werden, die den Fuß weiter passiv korrigieren und in der gewünschten Stellung halten.